# Bardesanistas
Los bardesanistas es un movimiento de herejes que tomaron su nombre de Bardesanes, sirio que vivió en el siglo II, y habitaba en Edessa, ciudad de Mesopotamia. 
Según San Epifanio, Bardesanes fue al principio católico y se distinguió tanto por su saber como por su piedad. Al contrario, Eusebio habla de él como de un hombre que siempre estuvo en el error. Después cayó en los errores de Valentín, desechó parte de ellos, retuvo otros y añadió algunos de su cosecha.

## Doctrina
Beausobre, historiador de Bardesanes y de sus errores, hist. del manich. t. 2, l. 4, c. 9, los reduce a tres principales: 
1. El primero, el de admitir dos primeros principios en todas las cosas, uno bueno y otro malo suponiendo que éste existe por sí mismo y se ha producido a sí mismo y que es el autor de todo lo malo que sucede en el mundo.
2. El segundo, negar que el Verbo eterno o el hijo de Dios tomó carne humana. Según este hereje, el Verbo solo se revistió de un cuerpo celestial y aéreo, como los ángeles que se han aparecido más de una vez a los hombres. Así la carne del hijo de Dios, no era más que aparente y no pudo sufrir, morir y resucitar más que en apariencia. Este era el error común a la mayor parte de las sedes de gnósticos.
3. El tercero, negar la resurrección de la carne sosteniendo que los bienaventurados tendrán cuerpos celestiales semejantes a los de los ángeles y al de Jesucristo.